# Karl Leopold vom Stain
Graf Karl Leopold vom Stain zum Rechtenstein (* 24. Dezember 1729 in Brüssel; † 5. März 1809 in Niederstotzingen in Württemberg) war k.k. Feldzeugmeister, Inhaber des Infanterieregiment No. 50 und Ritter des Maria-Theresien-Ordens.

## Herkunft
Seine Eltern waren der kaiserliche Feldmarschall-Lieutenant Ferdinand Heinrich von Stain (1682–1738) und dessen Ehefrau, die Gräfin Anna Desirée (Desideria) von Watteville-Conflans, Tochter von Charles Emmanuel de Watteville, Marquis de Conflans († 1728).

## Leben
Stain kam auf die Ritterschule nach Turin, wo er von den Jesuiten unterrichtet wurde. Er war ein guter Mathematiker, kannte sich aber auch bei alten Klassikern und den besten Schriftstellern Italiens und Frankreichs aus. Als er 18 Jahre wurde, ging er wie viele seiner Familie in österreichische Dienste. So wurde er 1748 Fähnrich in die kaiserliche Armee und kämpfte unter Mercy in den Niederlanden. Er kämpfte dort bis zum Frieden von Aachen. 1750 zum Hauptmann befördert, war er 1757 Oberstleutnant, als der Siebenjährige Krieg ausbrach. Im Jahr 1758 wurde er zum Oberst im Infanterie-Regiment Nr. 56 ernannt. In der Schlacht bei Torgau war er im  Wald bei Weidenheim stationiert und deckte mit dem Regiment den Rückzug der österreichischen Armee. Er leistete hartnäckigen Widerstand, sodass sich die Österreicher wieder sammeln konnten. Bei der Belagerung von Schweidnitz 1761 unterstützte er mit seinem Bataillon den Sturm auf das Jauerniker Fort, wofür er das Ritterkreuz des Maria-Theresien-Ordens erhielt. Kurz nach dem Frieden von Hubertusburg wurde er am 28. Februar 1763 mit Rang vom 19. November 1758 zum Generalfeldwachtmeister befördert und am 1. Mai 1773 mit Rang vom 4. Februar 1767 zum Feldmarschall-Lieutenant. Außerdem wurde er im Jahr 1773 Inhaber des Infanterie-Regiments Nr. 50 (1809 aufgelöst).
Während des Bayerischen Erbfolgekrieges kommandierte er ein Korps bei Jägerndorf. Im November 1778 hatte er den Auftrag mit nur vier Bataillonen die preußischen Stellungen um Jägerndorf zu erkunden. Die preußische Aufklärung hatte das Vorhaben aber früh erkannt und man hatte Verstärkungen herangeführt. Da jedoch FML Stain so etwas geahnt hatte, führte er die kleine Truppe schnell und ohne Verluste wieder zurück. Ein Nachsetzen des Herzogs von Braunschweig blieb daher erfolglos. In Anerkennung seiner Leistung wurde Stain daher am 5. Juni 1779 von Kaiser Joseph II. in den Grafenstand erhoben. 
Nach dem Krieg wurde er als Kommandierender General nach Mailand in Italien versetzt und am 3. April 1784 mit Rang vom 20. März 1784 zum Feldzeugmeister ernannt. Er blieb dort bis 1796. In dieser Zeit baute er die Zitadelle von Mailand und konnte ein gutes Verhältnis zur Bürgerschaft aufbauen. Erst als 1796 in Italien der Krieg gegen die Franzosen losbrach, wurde er aus Altersgründen pensioniert. Er lebte zunächst in Graz, ab 1802 dann in Wien sowie in seiner Stammlanden in Niederstotzingen. Dort starb er 1809 als Letzter der Linie Niederstotzingen.
Stain heiratete am 4. Dezember 1773 in Hingen Charlotte Philippine Elisabeth Eleonore von Ursel (* 20. November 1741; † 17. April 1776). Sie und das gemeinsame Kind starben bei der Geburt.